# Equipos españoles de fútbol en competiciones internacionales
El presente artículo describe las participaciones de los clubes de fútbol españoles en las diferentes competiciones oficiales a nivel internacional, continental o mundial. Se tiene en cuenta aquellas competiciones reconocidas oficialmente por alguno de las asociaciones o federaciones que se encargan de sus organizaciones desde el año 1949, fecha en la que se disputó la primera de ellas, la Copa Latina. Debido al éxito de esta primera competición surgió en 1955 la primera competición organizada por la UEFA, máximo organismo europeo, la Copa de Clubes Campeones Europeos.

## Marco histórico
Pese a que el fútbol surgió a finales del siglo XIX, momento en el que empezaron a disputarse las primeras competiciones oficiales, no fue hasta décadas después cuando empezaron a surgir torneos internacionales. Debido a la tardía fundación de un estamento que rigiese a los diferentes clubes a nivel continental, era la federación de cada país la que auspiciaba y organizaba los diferentes torneos.
El 15 de junio de 1954 nació en Basilea (Suiza) la Unión de Asociaciones Europeas de Fútbol (en francés: Union des Associations Européennes de Football). En adelante fue la encargada de velar por los clubes a nivel internacional y ante la FIFA, el organismo mundial, que hasta entonces se centraba principalmente en las competencias a nivel de selecciones. Fue sin duda el hecho que impulsó el fútbol de clubes y en especial sus competiciones, con la creación de varias de ellas, muchas de las cuales perduran en la actualidad.
Tiempo antes, sin embargo, ante la indiferencia FIFA y al no existir el organismo europeo, las federaciones nacionales, tras acuerdos entre ellas, empezaron a lanzar las primeras contiendas. Reconocidas como precedentes históricos de las actuales, muchas cuentan con la oficialidad de los respectivos estamentos nacionales y, entre ellas, algunas cuentan con reconocimiento de dichos estamentos internacionales, aunque no la recojan en sus historiales por no haber sido ellos los promotores ni los creadores de las mismas.
La primera conocida fue la Challenge–Cup, disputada entre 1897 y 1911 entre los equipos que conformaban el Imperio austrohúngaro, formado por dos naciones, motivo por el que se sitúa como precedente pese a la particular condición. Tras ella sí se registró el primer intento de consolidar una competición entre federaciones a nivel europeo. Fue la conocida como la Copa Mitropa, oficialmente Copa de Europa Central (en francés: Coupe de l'Europe Centrale), creada en 1927. Fue idea del austríaco Hugo Meisl, secretario general de la Federación Austríaca de Fútbol y directivo de la FIFA, y en ella participaron equipos de Europa Central (en alemán: Mitteleuropa). La disputaron clubes de Hungría, Austria, Checoslovaquia y Yugoslavia, sustituidos estos últimos a partir de 1929 por Italia. Se decidió posteriormente la ampliación a cuatro clubes por país para agregar también a clubes de Suiza, Rumanía y de nuevo Yugoslavia debido al crecimiento y reconocimiento que obtenía. En 1940 la competición se abandonó por el inicio de las hostilidades de la Segunda Guerra Mundial y perdió su prestigio a su vuelta en 1955. En esa fecha ya había otros torneos de más calado, entre ellos la primera organizada por la UEFA, la Copa de Clubes Campeones Europeos o Copa de Europa.
En ese intervalo de vigencia surgió otra competición similar en el sur europeo, denominada Copa Latina por los países que conformaban el torneo, España, Francia, Italia y Portugal. Se inició en 1949, si bien se intentó establecer en 1925. Aunque surgió como una contienda entre federaciones, que era el fútbol internacional más reconocido en la época, los clubes terminaron por acaparar el interés. Gozó de un reconocido prestigio hasta que finalmente fue ensombrecida por las competiciones de la UEFA, estamento que la considera como uno de los torneos predecesores. Se creó tras la idea del periodista Alberto Martín; el general Moscardó trasladó la idea al entonces presidente de la Federación Española, Armando Muñoz Calero, quien inició las gestiones y le dio vida.
En 1930 hubo una competición, aunque amistosa al estar organizada de manera privada por un club, el Servette suizo, que invitó a algunos de los más importantes clubes del momento para disputar un torneo internacional como contrapunto a la primera Copa Mundial de la FIFA de selecciones. El hecho de que los invitados fueran los campeones de sus campeonatos nacionales la hizo tener renombre, al igual que la Copa Latina. Hubo varios intentos en los años sucesivos de volver a organizarla, como en la Exposición Internacional de París, pero por diversos motivos no llegó a repetirse. Precisamente en la ciudad francesa se dieron multitud de enfrentamientos internacionales, aunque sin demasiada organización ni proyección para ser considerados como predecesores, que fueron los primeros pasos hacia las competiciones establecidas décadas después por la UEFA.
Pese a que la FIFA, máximo organismo futbolístico, no se involucraba en dichas competiciones por no afectar al fútbol de selecciones ni al nivel global, sí daba su aprobación a algunos torneos expresando lo siguiente:

“The organisation of such a tournament is not subject to the prior agreement of FIFA, whose Statutes (Art. 38) only concern competitions between representative teams of national associations... I have no doubt that, if it is possible to reconcile the dates of this tournament with the busy calendar of the national championships and international matches, this event will be extremely interesting and very successful.
FIFA does not need to get involved. It is up to the clubs themselves to organise their competitions.”

“La organización de un torneo de este tipo no está sujeta a la autorización previa de la FIFA, cuyos estatutos (Art. 38) solo se refieren a las competiciones entre equipos representativos de asociaciones nacionales ... no tengo ninguna duda de que, si es posible reconciliar las fechas de este torneo con el nutrido calendario de los campeonatos nacionales y los partidos internacionales, este evento será muy interesante y muy exitoso. 
 la FIFA no tiene que involucrarse. Corresponde a los propios clubes organizar sus competiciones.”
Rodolphe William Seeldrayers y Jules Rimet. Presidente y expresidente de la FIFA sobre el primer torneo UEFA de clubes.

### Competiciones internacionales a nivel de clubes
El conjunto de torneos disputados en Europa y a nivel mundial incluye toda aquella competición reconocida como oficial por las anteriormente citadas federaciones u asociaciones.
Entre ellas se encuentran aquellas conocidas con el nombre de "competiciones de clubes de la UEFA" (en. UEFA club competitions), son el conjunto de torneos internacionales disputados principalmente en Europa que han sido organizadas por Unión Europea de Asociaciones de Fútbol desde su institución en 1955, las cuales son citadas a continuación y en adelante las únicas tenidas en cuenta por dicho organismo a nivel confederativo de clubes:
- Copa Latina (1949-1957), organizada por la RFEF, FFF, FIGC, FPF y reconocida por la UEFA y la FIFA.[6][12]
- Copa Europea de Clubes Campeones-Liga de Campeones de la UEFA (desde 1955).
- Copa de Ciudades En Feria de Muestras (1955-1971), recogida bajo el ámbito de la FIFA.[13][14]
- Copa Europea de los Clubes Ganadores de Copa, también conocida como Recopa de Europa la UEFA (1960-1999).
- Copa de la UEFA-Liga Europa de la UEFA (desde 1971).[15][16]
- Copa Intertoto de la UEFA (1995-2008).[17][18]
- Supercopa de la UEFA (desde 1973).[n 3][18]
- Copa Intercontinental UEFA-CONMEBOL (1960-2004), organizada conjuntamente entre la Unión Europea de Asociaciones de Fútbol y la Confederación Sudamericana de Fútbol.[19]
- Copa Iberoamericana (1994), organizada conjuntamente entre la Confederación Sudamericana de Fútbol y la Real Federación Española de Fútbol.[20][21]
- Copa Mundial de Clubes de la FIFA (desde 2000), con continuidad anual y en sustitución de la Copa Intercontinental desde el año 2005.[22]
- Copa Intercontinental de la FIFA (desde 2024).

### Observaciones
De acuerdo con las resoluciones del organismo rector del fútbol europeo, el partido entre el Rangers Football Club escocés y el Amsterdamsche Football Club Ajax neerlandés disputado en 1972, y considerado como el antecedente de la Supercopa de Europa, no está reconocido por la UEFA ni en el marco del torneo ni de las competiciones internacionales que ha organizado, por lo que no se tiene en consideración. Del mismo modo, las competiciones predecesoras de la Challenge–Cup (1897-1911), la Copa de Europa Central (también conocida como la Copa Mitropa, 1927-1992), el Torneo de Ginebra–Copa de Naciones de Clubs (1930) y la Pequeña Copa del Mundo de Clubes (1952-1957) no se incluyen bajo los registros de las competiciones internacionales por no haber sido reconocidas por ningún estamento oficial.

## Presencias de clubes
Para un completo detalle véase Presencias de clubes españoles en competiciones internacionales
Un total de treinta clubes españoles han tenido presencia en alguna de las competiciones anteriormente citadas. Entre ellos destacan por número de presencias el Real Madrid Club de Fútbol y el Fútbol Club Barcelona ambos con 88, y el Club Atlético de Madrid con 55.
Divididos por torneos, son el Real Madrid C. F. con 54 en la Liga de Campeones, el F. C. Barcelona con 13 en la Recopa de Europa, el Atlético de Madrid con 20 en la Liga Europa, el F. C. Barcelona y el Real Madrid C. F. con 9 en la Supercopa de Europa, el Real Madrid C. F. con 5 en la Copa Intercontinental, el F. C. Barcelona con 11 en la Copa de Ferias, el Villarreal Club de Fútbol con 4 en la Copa Intertoto, el Real Madrid C. F. con 1 en la Copa Iberoamericana y nuevamente los madridistas con 6 en la Copa Mundial de Clubes y madridistas, barcelonistas y atléticos comparten con 2 participaciones en la Copa Latina, los que más presencias acumulan.
A continuación se listan los clubes con alguna presencia divididos por competiciones, y en orden cronológico, y el número de temporadas que ha disputado competición europea.
| Club                                       | Presencias | E1 | E2 | E3 | E4 | E5 | E6 | E7 | W1 | W2 | W3 | W4 (Ib.) |
| ------------------------------------------ | ---------- | -- | -- | -- | -- | -- | -- | -- | -- | -- | -- | -------- |
| Real Madrid C. F.                          | 90         | 54 | 4  | 9  | 9  | 2  | -  | -  | 5  | 6  | 1  | 1        |
| F. C. Barcelona                            | 86         | 33 | 13 | 13 | 9  | 2  | 11 | -  | 1  | 4  | -  | -        |
| Atlético de Madrid                         | 58         | 17 | 9  | 20 | 3  | 2  | 4  | 2  | 1  | -  | -  | -        |
| Valencia C. F.                             | 48         | 13 | 3  | 18 | 2  | 1  | 9  | 2  | -  | -  | -  | -        |
| Sevilla F. C.                              | 35         | 10 | 1  | 17 | 7  | -  | 2  | -  | -  | -  | -  | -        |
| Athletic Club                              | 32         | 5  | 2  | 18 | -  | 1  | 5  | 1  | -  | -  | -  | -        |
| Villarreal C. F.                           | 21         | 5  | -  | 11 | 1  | -  | -  | 4  | -  | -  | -  | -        |
| Real Zaragoza                              | 19         | -  | 5  | 8  | 1  | -  | 5  | -  | -  | -  | -  | -        |
| Real Sociedad                              | 17         | 5  | 1  | 12 | -  | -  | -  | -  | -  | -  | -  | -        |
| R. C. D. La Coruña                         | 13         | 5  | 1  | 5  | -  | -  | -  | 2  | -  | -  | -  | -        |
| Real Betis                                 | 13         | 1  | 2  | 9  | -  | -  | 1  | -  | -  | -  | -  | -        |
| R. C. D. Español                           | 12         | -  | -  | 8  | -  | -  | 2  | 2  | -  | -  | -  | -        |
| R. C. Celta de Vigo                        | 10         | 1  | -  | 8  | -  | -  | -  | 1  | -  | -  | -  | -        |
| R. C. D. Mallorca                          | 7          | 2  | 1  | 3  | -  | -  | -  | 1  | -  | -  | -  | -        |
| R. S. Gijón                                | 6          | -  | -  | 6  | -  | -  | -  | -  | -  | -  | -  | -        |
| C. A. Osasuna                              | 5          | 1  | -  | 4  | -  | -  | -  | -  | -  | -  | -  | -        |
| U. D. Las Palmas                           | 3          | -  | -  | 2  | -  | -  | 1  | -  | -  | -  | -  | -        |
| Real Valladolid C. F.                      | 3          | -  | 1  | 2  | -  | -  | -  | -  | -  | -  | -  | -        |
| Málaga C. F.                               | 3          | 1  | -  | 1  | -  | -  | -  | 1  | -  | -  | -  | -        |
| Getafe C. F.                               | 3          | -  | -  | 3  | -  | -  | -  | -  | -  | -  | -  | -        |
| C. D. Tenerife                             | 2          | -  | -  | 2  | -  | -  | -  | -  | -  | -  | -  | -        |
| Deportivo Alavés                           | 2          | -  | -  | 2  | -  | -  | -  | -  | -  | -  | -  | -        |
| Racing de Santander                        | 2          | -  | -  | 1  | -  | -  | -  | 1  | -  | -  | -  | -        |
| Girona F. C.                               | 1          | 1  | -  | -  | -  | -  | -  | -  | -  | -  | -  | -        |
| C. E. Sabadell F. C.                       | 1          | -  | -  | -  | -  | -  | 1  | -  | -  | -  | -  | -        |
| Real Madrid Castilla C. F.                 | 1          | -  | 1  | -  | -  | -  | -  | -  | -  | -  | -  | -        |
| Real Oviedo                                | 1          | -  | -  | 1  | -  | -  | -  | -  | -  | -  | -  | -        |
| Rayo Vallecano                             | 1          | -  | -  | 1  | -  | -  | -  | -  | -  | -  | -  | -        |
| Levante U. D.                              | 1          | -  | -  | 1  | -  | -  | -  | -  | -  | -  | -  | -        |
| Granada C. F.                              | 1          | -  | -  | 1  | -  | -  | -  | -  | -  | -  | -  |          |
| Datos actualizados a la temporada 2021-22. |            |    |    |    |    |    |    |    |    |    |    |          |

## Historial
Para un completo detalle véase Historial de clubes españoles en competiciones internacionales
El Real Madrid C. F. es quien más títulos internacionales posee con 34, seguido de los 22 logrados por el F. C. Barcelona y los 8 logrados por el Atlético de Madrid y el Sevilla F. C. Tras ellos se sitúan el Valencia C. F., el Real Zaragoza, el Villarreal C. F., el R. C. Celta de Vigo y el Málaga C. F. como los únicos nueve clubes españoles con algún título internacional.
| Club                | Latina | E1 | E2 | E3 | E4 | M1 | M2 | M3 | E6 | E7 | M3 (Ib.) | Total |
| ------------------- | ------ | -- | -- | -- | -- | -- | -- | -- | -- | -- | -------- | ----- |
| Real Madrid C. F.   | 2      | 15 | -  | 2  | 6  | 3  | 5  | 1  | -  | -  | 1        | 35    |
| F. C. Barcelona     | 2      | 5  | 4  | -  | 5  | -  | 3  | -  | 3  | -  | -        | 22    |
| Atlético de Madrid  | -      | -  | 1  | 3  | 3  | 1  | -  | -  | -  | -  | -        | 8     |
| Sevilla F. C.       | -      | -  | -  | 7  | 1  | -  | -  | -  | -  | -  | -        | 8     |
| Valencia C. F.      | -      | -  | 1  | 1  | 2  | -  | -  | -  | 2  | 1  | -        | 7     |
| Villarreal C. F.    | -      | -  | -  | 1  | -  | -  | -  | -  | -  | 2  | -        | 3     |
| Real Zaragoza       | -      | -  | 1  | -  | -  | -  | -  | -  | 1  | -  | -        | 2     |
| R. C. Celta de Vigo | -      | -  | -  | -  | -  | -  | -  | -  | -  | 1  | -        | 1     |
| Málaga C. F.        | -      | -  | -  | -  | -  | -  | -  | -  | -  | 1  | -        | 1     |
|                     | 4      | 20 | 7  | 14 | 17 | 4  | 8  | 1  | 6  | 5  | 1        | 87    |

Actualizado al último título conquistado por alguno de los implicados el 18 de diciembre de 2024.

## Estadísticas

### Tabla general de rendimiento
A efectos estadísticos se toman en consideración todos los torneos internacionales pese a que en la actualidad únicamente UEFA y FIFA son los máximos entes organizadores de las competiciones internacionales vigentes y los que recogen los datos estadísticos de las competiciones. El caso compete a los datos de la Copa de Ciudades en Feria de Muestras, y que se jugaba paralelamente junto al resto de competiciones UEFA.
Entre todas las participaciones, los clubes españoles han logrado un total de 86 títulos, el mejor registro de una federación europea en las competiciones internacionales. En cuanto a las marcas de goleadores, el madrileño Raúl González Blanco es el jugador español que más goles ha anotado en el histórico de las competiciones internacionales con 79 goles en 165 partidos.
A continuación se muestra un resumen estadístico de todos los equipos que participaron una o más veces en alguna de las competiciones internacionales anteriormente nombradas, atendiendo al sistema de puntuación histórico de dos puntos por victoria para homogeneidad en los datos, ya que el sistema de tres puntos no fue establecido por la FIFA hasta la temporada 1994-95.
| Pos | Club                       | Temporadas | Puntos | PJ  | PG  | PE  | PP  | Rend.  | Títulos | Subcamp. |
| --- | -------------------------- | ---------- | ------ | --- | --- | --- | --- | ------ | ------- | -------- |
| 1   | Real Madrid C. F.          | 90         | 845    | 620 | 369 | 107 | 144 | 68.1 % | 34      | 10       |
| 2   | F. C. Barcelona            | 81         | 779    | 572 | 326 | 127 | 119 | 68.1 % | 22      | 12       |
| 3   | Atlético de Madrid         | 55         | 454    | 344 | 194 | 66  | 84  | 65.9 % | 9       | 7        |
| 4   | Valencia C. F.             | 38         | 357    | 291 | 140 | 77  | 74  | 61.3 % | 7       | 3        |
| 5   | Sevilla F. C.              | 28         | 238    | 186 | 99  | 40  | 47  | 63.9 % | 8       | 4        |
| 6   | Villarreal C. F.           | 17         | 211    | 170 | 82  | 47  | 41  | 62.0 % | 2       | 1        |
| 7   | Athletic Club              | 27         | 195    | 176 | 79  | 37  | 60  | 55.4 % |         | 2        |
| 8   | R. C. D. Español           | 15         | 120    | 101 | 50  | 20  | 31  | 59.4 % |         | 2        |
| 9   | R. C. Celta de Vigo        | 10         | 94     | 80  | 37  | 20  | 23  | 58.8 % | 1       |          |
| 10  | R. C. D. La Coruña         | 8          | 93     | 80  | 37  | 19  | 24  | 58.1 % |         | 1        |
| 11  | Real Zaragoza              | 14         | 89     | 75  | 38  | 13  | 24  | 59.3 % | 2       | 1        |
| 12  | Real Sociedad              | 15         | 79     | 76  | 31  | 17  | 28  | 51.9 % |         |          |
| 13  | Real Betis                 | 10         | 79     | 66  | 32  | 15  | 19  | 59.8 % |         |          |
| 14  | R. C. D. Mallorca          | 7          | 45     | 41  | 18  | 9   | 14  | 54.9 % |         | 1        |
| 15  | Málaga C. F.               | 3          | 38     | 28  | 15  | 8   | 5   | 67.9 % | 1       |          |
| 16  | C. A. Osasuna              | 5          | 31     | 28  | 11  | 9   | 8   | 55.4 % |         |          |
| 17  | Getafe C. F.               | 3          | 29     | 22  | 12  | 5   | 5   | 65.9 % |         |          |
| 18  | Deportivo Alavés           | 2          | 23     | 17  | 9   | 5   | 3   | 67.6 % |         | 1        |
| 19  | C. D. Tenerife             | 2          | 19     | 16  | 8   | 3   | 5   | 59.4 % |         |          |
| 20  | Rayo Vallecano             | 1          | 18     | 12  | 8   | 2   | 2   | 75.0 % |         |          |
| 21  | Levante U. D.              | 1          | 17     | 12  | 7   | 3   | 2   | 70.8 % |         |          |
| 22  | Real Valladolid C. F.      | 3          | 13     | 12  | 5   | 3   | 4   | 54.2 % |         |          |
| 23  | Sporting de Gijón          | 6          | 12     | 16  | 4   | 4   | 8   | 37.5 % |         |          |
| 24  | Racing de Santander        | 2          | 10     | 10  | 4   | 2   | 4   | 50.0 % |         |          |
| 25  | U. D. Las Palmas           | 2          | 10     | 10  | 4   | 2   | 4   | 50.0 % |         |          |
| 26  | Real Oviedo                | 1          | 2      | 2   | 1   | 0   | 1   | 50.0 % |         |          |
| 27  | Real Madrid Castilla C. F. | 1          | 2      | 2   | 1   | 0   | 1   | 50.0 % |         |          |

### Historial de la Liga de Campeones de la UEFA
Para un completo detalle véase Historial en Liga de Campeones de los clubes españoles y Máximos goleadores españoles de la Liga de Campeones de la UEFA
Entre todas las participaciones, los clubes españoles han logrado un total de 20 títulos, 11 subcampeonatos y 29 semifinales como mejores actuaciones repartidas entre siete equipos. En cuanto a los registros goleadores, el madrileño Raúl González es el jugador español que más goles ha anotado en el histórico de las competiciones internacionales con 71 goles en 144 partidos.
Los 675 puntos logrados por el Real Madrid Club de Fútbol le sitúan como líder no solo de los equipos españoles sino de la clasificación histórica de la competición entre los 536 equipos que alguna vez han participado en la misma, logrados en 54 ediciones de la competición, récord de presencias en la misma. 192 puntos por debajo se encuentra el segundo clasificado español el Fútbol Club Barcelona, quien a su vez supera en 275 puntos al tercero, el Atlético de Madrid.
A continuación se muestra un resumen estadístico de todos los equipos que participaron al menos una vez en la Copa de Europa / Liga de Campeones de la UEFA desde su primera edición en 1955-56, atendiendo al sistema de puntuación histórico de dos puntos por victoria para homogeneidad en los datos, ya que el sistema de tres puntos no fue establecido por la FIFA hasta la temporada 1994-95.
| Pos | Club                             | Temporadas | Puntos | PJ  | PG  | PE | PP  | Rend.  | Títulos | Subcamp. |
| --- | -------------------------------- | ---------- | ------ | --- | --- | -- | --- | ------ | ------- | -------- |
| 1   | Real Madrid Club de Fútbol       | 54         | 675    | 490 | 295 | 85 | 110 | 65.99% | 15      | 3        |
| 2   | Fútbol Club Barcelona            | 34         | 483    | 349 | 203 | 77 | 69  | 65.52% | 5       | 3        |
| 3   | Club Atlético de Madrid          | 19         | 208    | 170 | 82  | 44 | 44  | 56.86% |         | 3        |
| 4   | Valencia Club de Fútbol          | 13         | 149    | 128 | 57  | 35 | 36  | 53.65% |         | 2        |
| 5   | Sevilla Fútbol Club              | 10         | 79     | 72  | 30  | 19 | 23  | 50.46% |         |          |
| 6   | Real Club Deportivo de La Coruña | 5          | 67     | 62  | 25  | 17 | 20  | 49.46% |         |          |
| 7   | Villarreal Club de Fútbol        | 5          | 43     | 46  | 14  | 15 | 17  | 41.30% |         |          |
| 8   | Real Sociedad de Fútbol          | 5          | 31     | 34  | 11  | 9  | 14  | 41.18% |         |          |
| 9   | Athletic Club                    | 5          | 28     | 28  | 10  | 8  | 10  | 45.24% |         |          |
| 10  | Málaga Club de Fútbol            | 1          | 15     | 12  | 5   | 5  | 2   | 55.56% |         |          |
| 11  | Real Club Deportivo Mallorca     | 2          | 10     | 10  | 4   | 2  | 4   | 46.67% |         |          |
| 12  | Real Club Celta de Vigo          | 1          | 9      | 10  | 3   | 3  | 4   | 40.00% |         |          |
| 13  | Real Betis Balompié              | 1          | 8      | 8   | 3   | 2  | 3   | 45.83% |         |          |
| 14  | Club Atlético Osasuna            | 1          | 2      | 2   | 0   | 2  | 0   | 33.33% |         |          |
| 15  | Girona Fútbol Club               | 1          | 0      | 1   | 0   | 0  | 1   | 0%     |         |          |

### Historial de la Liga Europa de la UEFA
Para un completo detalle véase Historial en Liga Europa de los clubes españoles y Máximos goleadores españoles de la Liga Europa de la UEFA
Entre todas las participaciones, los clubes españoles han logrado un total de 14 títulos, 5 subcampeonatos y 15 semifinales como mejores actuaciones repartidas entre doce equipos. En cuanto a los registros goleadores, el donostiarra Aritz Aduriz es el jugador español que más goles ha anotado en el histórico de la competición con 31 goles en 47 partidos, cuarto máximo goleador histórico de la competición.
Los 217 puntos logrados por el Sevilla Fútbol Club le sitúan como líder de los equipos españoles en la clasificación histórica de la competición, así como el cuarto entre los 1006 equipos que alguna vez han participado en la misma, logrados en 54 ediciones de la competición. 43 puntos por debajo se encuentra el segundo clasificado español, el Valencia Club de Fútbol.
A continuación se muestra un resumen estadístico de todos los equipos que participaron al menos una vez en la Copa de la UEFA / Liga Europa de la UEFA desde su primera edición en 1971-72, atendiendo al sistema de puntuación histórico de dos puntos por victoria para homogeneidad en los datos, ya que el sistema de tres puntos no fue establecido por la FIFA hasta la temporada 1994-95.
| Pos | Club                  | Temporadas | Puntos | PJ  | PG | PE | PP | Rend.  | Títulos | Subcamp. |
| --- | --------------------- | ---------- | ------ | --- | -- | -- | -- | ------ | ------- | -------- |
| 1   | Sevilla F. C.         | 17         | 217    | 158 | 92 | 33 | 33 | 65.19% | 7       |          |
| 2   | Villarreal C. F.      | 11         | 174    | 126 | 72 | 30 | 24 | 65.08% | 1       |          |
| 3   | Valencia C. F.        | 19         | 168    | 133 | 66 | 36 | 31 | 58.65% | 1       |          |
| 4   | Atlético de Madrid    | 20         | 155    | 117 | 69 | 17 | 31 | 63.82% | 3       |          |
| 5   | Athletic Club         | 18         | 140    | 154 | 64 | 26 | 46 | 47.19% |         | 2        |
| 6   | F. C. Barcelona       | 13         | 105    | 86  | 42 | 21 | 23 | 56.98% |         |          |
| 7   | R. C. D. Español      | 8          | 89     | 67  | 37 | 15 | 15 | 62.69% |         | 2        |
| 8   | Real Betis Balompié   | 10         | 80     | 64  | 33 | 14 | 17 | 58.85% |         |          |
| 9   | Real Sociedad de F.   | 13         | 79     | 70  | 31 | 17 | 22 | 52.38% |         |          |
| 10  | Real Madrid C. F.     | 9          | 76     | 64  | 33 | 10 | 21 | 56.77% | 2       |          |
| 11  | R. C. Celta de Vigo   | 8          | 74     | 64  | 29 | 16 | 19 | 53.65% |         |          |
| 12  | Real Zaragoza         | 8          | 42     | 36  | 18 | 6  | 12 | 55.56% |         |          |
| 13  | Getafe C. F.          | 3          | 35     | 29  | 15 | 5  | 9  | 57.47% |         |          |
| 14  | R. C. D. La Coruña    | 5          | 33     | 32  | 14 | 5  | 13 | 48.96% |         |          |
| 15  | C. A. Osasuna         | 4          | 29     | 26  | 11 | 7  | 8  | 51.28% |         |          |
| 16  | Deportivo Alavés      | 2          | 23     | 17  | 9  | 5  | 3  | 62.75% |         | 1        |
| 17  | R. C. D. Mallorca     | 3          | 22     | 20  | 10 | 2  | 8  | 53.33% |         |          |
| 18  | C. D. Tenerife        | 2          | 19     | 16  | 8  | 3  | 5  | 56.25% |         |          |
| 19  | Rayo Vallecano        | 1          | 18     | 12  | 8  | 2  | 2  | 72.22% |         |          |
| 20  | Granada C. F.         | 1          | 18     | 15  | 8  | 2  | 5  | 57.78% |         |          |
| 21  | Levante U. D.         | 1          | 17     | 12  | 7  | 3  | 2  | 66.67% |         |          |
| 22  | Málaga C. F.          | 1          | 15     | 10  | 6  | 3  | 1  | 70.00% |         |          |
| 23  | Sporting de Gijón     | 6          | 12     | 16  | 4  | 4  | 8  | 33.33% |         |          |
| 24  | U. D. Las Palmas      | 2          | 10     | 10  | 4  | 2  | 4  | 46.67% |         |          |
| 25  | R. R. C. Santander    | 1          | 8      | 6   | 3  | 2  | 1  | 61.11% |         |          |
| 26  | Real Valladolid C. F. | 2          | 4      | 6   | 2  | 0  | 4  | 33.33% |         |          |
| 27  | Real Oviedo           | 1          | 2      | 2   | 1  | 0  | 1  | 50.00% |         |          |

### Historial de la Liga Europa Conferencia de la UEFA
Hasta la fecha, el Villarreal Club de Fútbol es el club español con mejor participación en esta competición, llegando a octavos de final en la temporada 2022-23.
| Pos | Club             | Temporadas | Puntos | PJ | PG | PE | PP | Rend.  | Títulos | Subcamp. |
| --- | ---------------- | ---------- | ------ | -- | -- | -- | -- | ------ | ------- | -------- |
| 1   | Villarreal C. F. | 1          | 14     | 10 | 6  | 2  | 2  | 70.0 % |         |          |
| 2   | Real Betis       | 2          | 5      | 4  | 2  | 1  | 1  | 62.5 % |         |          |
| 3   | C. A. Osasuna    | 1          | 1      | 2  | 0  | 1  | 1  | 25.0 % |         |          |

### Historial en la Recopa de Europa de la UEFA
Para un completo detalle véase Historial en Recopa de Europa de los clubes españoles y Máximos goleadores españoles de la Recopa de Europa de la UEFA
Entre todas las participaciones, los clubes españoles han logrado un total de 7 títulos, 7 subcampeonatos y 6 semifinales como mejores actuaciones repartidas entre siete equipos. En cuanto a los registros goleadores, el cántabro Carlos Alonso Santillana es el jugador español que más goles ha anotado en el histórico de la competición con 11 goles en 13 partidos.
Los 118 puntos logrados por el Fútbol Club Barcelona le sitúan como líder no solo de los equipos españoles sino de la clasificación histórica de la competición entre los 458 equipos que alguna vez han participado en la misma, logrados en 39 ediciones de la competición. 29 puntos por debajo se encuentra el segundo clasificado español el Atlético de Madrid, quien a su vez supera en 43 puntos al tercero, el Real Zaragoza.
A continuación se muestra un resumen estadístico de todos los equipos que participaron al menos una vez en la Recopa de Europa / Copa de Europa de Campeones de Copa desde su primera edición en 1960-61 hasta su desaparición en 1998-99, atendiendo al sistema de puntuación histórico de dos puntos por victoria para homogeneidad en los datos, ya que el sistema de tres puntos no fue establecido por la FIFA hasta la temporada 1994-95.
| Pos | Club                         | Temporadas | Puntos | PJ | PG | PE | PP | Rend.  | Títulos | Subcamp. |
| --- | ---------------------------- | ---------- | ------ | -- | -- | -- | -- | ------ | ------- | -------- |
| 1   | F. C. Barcelona              | 13         | 118    | 85 | 50 | 18 | 17 | 65.8 % | 4       | 2        |
| 2   | Atlético de Madrid           | 9          | 89     | 62 | 38 | 13 | 11 | 68.2 % | 1       | 2        |
| 3   | Real Zaragoza                | 5          | 46     | 37 | 20 | 6  | 11 | 59.4 % | 1       |          |
| 4   | Real Madrid C. F.            | 4          | 41     | 31 | 16 | 9  | 6  | 61.2 % |         | 2        |
| 5   | Valencia C. F.               | 3          | 25     | 19 | 10 | 5  | 4  | 61.4 % | 1       |          |
| 6   | Real Betis                   | 2          | 13     | 12 | 5  | 3  | 4  | 50.0 % |         |          |
| 7   | R. C. D. Mallorca            | 1          | 11     | 9  | 3  | 5  | 1  | 51.8 % |         | 1        |
| 8   | R. C. Deportivo de La Coruña | 1          | 10     | 8  | 4  | 2  | 2  | 58.3 % |         |          |
| 9   | Real Valladolid C. F.        | 1          | 9      | 6  | 3  | 3  | 0  | 66.6 % |         |          |
| 10  | Athletic Club                | 2          | 6      | 6  | 2  | 2  | 2  | 44.4 % |         |          |
| 11  | Real Sociedad                | 1          | 5      | 4  | 1  | 3  | 0  | 50.0 % |         |          |
| 12  | Sevilla F. C.                | 1          | 2      | 2  | 1  | 0  | 1  | 50.0 % |         |          |
| 13  | Real Madrid Castilla C. F.   | 1          | 2      | 2  | 1  | 0  | 1  | 50.0 % |         |          |

### Historial en la Supercopa de la UEFA
Para un completo detalle véase Historial en Supercopa de Europa de los clubes españoles y Máximos goleadores españoles de la Supercopa de Europa
Entre todas las participaciones, los clubes españoles han logrado un total de 17 títulos y 13 subcampeonatos como mejores actuaciones repartidas entre siete equipos. En cuanto a los registros goleadores, los andaluces José Antonio Reyes y Sergio Ramos, el canario Pedro Rodríguez, y el navarro Javi Martínez son los jugadores españoles que más goles han anotado en el histórico de la competición con 2 goles cada uno.
Los 16 puntos logrados por el Fútbol Club Barcelona le sitúan como líder de los equipos españoles en la clasificación histórica de la competición, y como el segundo entre los 41 equipos que alguna vez han participado en la misma, logrados en 49 ediciones de la competición. 4 puntos por debajo se encuentra el segundo clasificado español el Real Madrid Club de Fútbol, quien a su vez supera en 6 puntos al Atlético de Madrid y en 8 al Valencia Club de Fútbol.
A continuación se muestra un resumen estadístico de todos los equipos que participaron al menos una vez en la Supercopa de la UEFA desde su primera edición en 1973-74, atendiendo al sistema de puntuación histórico de dos puntos por victoria para homogeneidad en los datos, ya que el sistema de tres puntos no fue establecido por la FIFA hasta la temporada 1994-95.
| Pos | Club               | Temporadas | Puntos | PJ | PG | PE | PP | Rend.  | Títulos | Subcamp. |
| --- | ------------------ | ---------- | ------ | -- | -- | -- | -- | ------ | ------- | -------- |
| 1   | F. C. Barcelona    | 9          | 16     | 14 | 6  | 4  | 4  | 57.1 % | 5       | 4        |
| 2   | Real Madrid C. F.  | 9          | 12     | 9  | 6  | 0  | 3  | 66.6 % | 6       | 3        |
| 3   | Atlético de Madrid | 3          | 6      | 3  | 3  | 0  | 0  | 100 %  | 3       |          |
| 4   | Valencia C. F.     | 2          | 4      | 3  | 2  | 0  | 1  | 66.6 % | 2       |          |
| 5   | Sevilla F. C.      | 7          | 3      | 7  | 1  | 1  | 5  | 14.3 % | 1       | 6        |
| 6   | Real Zaragoza      | 1          | 1      | 2  | 0  | 1  | 1  | 25.0 % |         | 1        |
| 7   | Villarreal C. F.   | 1          | 1      | 1  | 0  | 1  | 0  | 50.0 % |         | 1        |

### Historial en la Copa Latina
Para un completo detalle véase Historial en Copa Latina de los clubes españoles y Máximos goleadores españoles de la Copa Latina
Entre todas las participaciones, los clubes españoles han logrado un total de 4 títulos y 1 subcampeonato como mejores actuaciones repartidas entre tres equipos. En cuanto a los registros goleadores, el cántabro Paco Gento, el leonés César Rodríguez, y el barcelonés Estanislao Basora son los jugadores españoles que más goles han anotado en el histórico de la competición con 3 goles cada uno.
Los 8 puntos logrados por el Real Madrid Club de Fútbol y el Fútbol Club Barcelona les sitúan como líderes de los equipos españoles en la clasificación histórica de la competición, y como los terceros entre los 17 equipos que alguna vez han participado en la misma, logrados en 8 ediciones de la competición. 4 puntos por debajo se encuentra el tercer clasificado español el Atlético de Madrid.
A continuación se muestra un resumen estadístico de todos los equipos que participaron al menos una vez en la Supercopa de la UEFA desde su primera edición en 1973-74.
| Pos | Club               | Temporadas | Puntos | PJ | PG | PE | PP | Rend.  | Títulos | Subcamp. |
| --- | ------------------ | ---------- | ------ | -- | -- | -- | -- | ------ | ------- | -------- |
| 1   | Real Madrid C. F.  | 2          | 8      | 4  | 4  | 0  | 0  | 100 %  | 2       | –        |
| =   | F. C. Barcelona    | 2          | 8      | 4  | 4  | 0  | 0  | 100 %  | 2       | –        |
| 3   | Atlético de Madrid | 2          | 4      | 4  | 2  | 0  | 2  | 50.0 % | –       | –        |
| 4   | Athletic Club      | 1          | 2      | 2  | 1  | 0  | 1  | 50.0 % | –       | 1        |
| 5   | Valencia C. F.     | 1          | 0      | 2  | 0  | 0  | 2  | 00.0 % | –       | –        |

### Historial en la Copa Mundial de Clubes / Copa Intercontinental
Para un completo detalle véase Historial en Copa Mundial de Clubes de los clubes españoles y Máximos goleadores españoles de la Copa Mundial de Clubes
Entre todas las participaciones, contando a su predecesora Copa Intercontinental, los clubes españoles han logrado un total de 12 títulos y 4 subcampeonatos como mejores actuaciones repartidas entre tres equipos. En cuanto a los registros goleadores, el andaluz Sergio Ramos con 3 goles, y el madrileño Raúl González y el hispano-húngaro Ferenc Puskás con 2 goles son los jugadores nacionales que más han anotado en el histórico de la competición.
Los 31 puntos logrados por el Real Madrid Club de Fútbol le sitúan como líder no solo de los equipos españoles sino de la clasificación histórica de la competición entre los 108 equipos que alguna vez han participado en la misma, logrados en 62 ediciones de la competición. 19 puntos por debajo se encuentra el segundo clasificado español el Fútbol Club Barcelona, quien a su vez se sitúa 12 puntos por encima del tercero, el Atlético de Madrid.
A continuación se muestra un resumen estadístico de todos los equipos que participaron al menos una vez en la Mundial de Clubes de la FIFA o su predecesora Copa Europea-Sudamericana UEFA-CONMEBOL desde su primeras ediciones en 1999-2000 y 1959-60, atendiendo al sistema de puntuación histórico de dos puntos por victoria para homogeneidad en los datos, ya que el sistema de tres puntos no fue establecido por la FIFA hasta la temporada 1994-95.
| Pos | Club               | Temporadas | Puntos | PJ | PG | PE | PP | Rend.  | Títulos | Subcamp. |
| --- | ------------------ | ---------- | ------ | -- | -- | -- | -- | ------ | ------- | -------- |
| 1   | Real Madrid C. F.  | 11         | 33     | 21 | 15 | 3  | 3  | 64.4 % | 8       | 2        |
| 2   | F. C. Barcelona    | 5          | 14     | 9  | 7  | 0  | 2  | 77.8 % | 3       | 2        |
| 3   | Atlético de Madrid | 1          | 2      | 2  | 1  | 0  | 1  | 50.0 % | 1       |          |

### Historial en la Copa Intertoto
Para un completo detalle véase Historial en Copa Intertoto de los clubes españoles y Máximos goleadores españoles de la Copa Intertoto
Entre todas las participaciones los clubes españoles han logrado un total de 7 títulos y 4 subcampeonatos como mejores actuaciones repartidas entre seis equipos. En cuanto a los registros goleadores, el madrileño Raúl González, el andaluz Sergio Ramos y el hispano-húngaro Ferenc Puskás son los jugadores nacionales que más goles han anotado en el histórico de la competición con 2 goles.
Los 32 puntos logrados por el Villarreal Club de Fútbol le sitúan como líder no solo de los equipos españoles sino de la clasificación histórica de la competición entre los 458 equipos que alguna vez han participado en la misma, logrados en 39 ediciones de la competición. 15 puntos por debajo se encuentra el segundo clasificado español el  Valencia Club de Fútbol, quien a su vez supera en 1 punto al tercero, el Real Club Deportivo de La Coruña.
A continuación se muestra un resumen estadístico de todos los equipos que participaron al menos una vez en la Copa Intertoto de la UEFA desde su primera edición en 1994-95 hasta su desaparición en 2007-08, atendiendo al sistema de puntuación histórico de dos puntos por victoria para homogeneidad en los datos, ya que el sistema de tres puntos no fue establecido por la FIFA hasta la temporada 1994-95.
| Pos | Club                | Temporadas | Puntos | PJ | PG | PE | PP | Rend.  | Títulos | Subcamp. |
| --- | ------------------- | ---------- | ------ | -- | -- | -- | -- | ------ | ------- | -------- |
| 1   | Villarreal C. F.    | 4          | 32     | 24 | 12 | 8  | 4  | 61,1 % | 2       | 1        |
| 2   | Valencia C. F.      | 2          | 17     | 12 | 7  | 3  | 2  | 66,7 % | 1       | 1        |
| 3   | R. C. D. La Coruña  | 2          | 16     | 10 | 8  | 0  | 2  | 80,0 % |         | 1        |
| 4   | R. C. Celta de Vigo | 1          | 11     | 6  | 5  | 1  | 0  | 88,9 % | 1       |          |
| 5   | Atlético de Madrid  | 2          | 10     | 8  | 5  | 0  | 3  | 62,5 % |         | 1        |
| 6   | Málaga C. F.        | 1          | 8      | 6  | 4  | 0  | 2  | 66,7 % | 1       |          |
| 7   | R. C. D. Español    | 2          | 5      | 8  | 2  | 1  | 5  | 29,2 % |         |          |
| 8   | Athletic Club       | 1          | 2      | 2  | 1  | 0  | 1  | 50.0 % |         |          |
| 8   | Racing de Santander | 1          | 2      | 4  | 1  | 0  | 3  | 25.0 % |         |          |
| 8   | R. C. D. Mallorca   | 1          | 2      | 2  | 1  | 0  | 1  | 50.0 % |         |          |